# Flavio Luigi Bertone
Flavio Luigi Bertone (Sarzana, 1º gennaio 1922 – La Spezia, 2 ottobre 1999) è stato un politico e partigiano italiano.
Ricoprì la carica di consigliere comunale di Sarzana, di senatore della Repubblica Italiana e di sindaco della Spezia.

## Biografia
A 19 anni si iscrisse al Partito Comunista Italiano e l'anno successivo fu arruolato per il servizio militare nella Marina. 

L'8 settembre 1943, sfuggito ai tedeschi a Venezia, raggiunse Sarzana e il 19 settembre aderì alla Resistenza contro il nazifascismo. Fu nominato comandante della Brigata Muccini e successivamente comandante di distaccamento con il nome di battaglia di "Walter". 
Nel dopoguerra divenne presidente dell'ANPI spezzina e poi segretario della Federazione provinciale del PCI e membro del Comitato Centrale. 
Dopo essere stato consigliere comunale a Sarzana, venne eletto quattro volte senatore, rimanendo in carica dal 1968 al 1983. In quel periodo venne soprannominato come lo "zio" senatore. 
Fu poi vicesindaco di La Spezia dal 1985 al 1991 e sindaco dal 1992 al 1993, dopo essere confluito nel Partito Democratico della Sinistra.
Fu coinvolto indirettamente nella vicenda del processo per l'omicidio del Commissario Calabresi, poiché ufficialmente il pentito Leonardo Marino, nel maggio del 1988, consegnò la sua verità prima al parroco di Bocca di Magra e, poi, durante un colloquio, proprio all'ormai ex senatore Bertone.
Morì all'età di 77 anni nell'ottobre 1999.